# Lijst van dorpen in Tuvalu

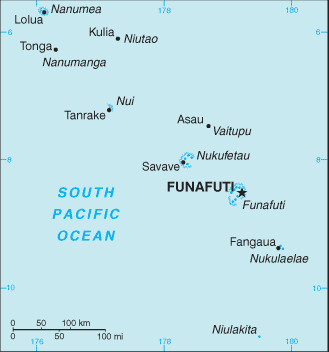
Kaart van Tuvalu

Hieronder een lijst van dorpen in Tuvalu. Er zijn geen steden in Tuvalu. 
- Angafoulua
- Asau
- Fangaua
- Fenua Tapu
- Fongafale
- Kulia
- Lolua
- Savave
- Tanrake
- Tokelau
- Tonga
- Tuapa
- Tumaseu